# Stiftung zur Förderung der Erforschung von Ersatz- und Ergänzungsmethoden zur Einschränkung von Tierversuchen
Die als gemeinnützig anerkannte Stiftung zur Förderung der Erforschung von Ersatz- und Ergänzungsmethoden zur Einschränkung von Tierversuchen (SET) mit Sitz in Frankfurt am Main fördert Maßnahmen, die zur Einschränkung von Tierversuchen in Forschung, Industrie und Lehre führen.
Vor diesem Hintergrund arbeitet die Stiftung in drei Schwerpunktbereichen:
- Förderung der wissenschaftlichen Kommunikation über den Stand der Forschung für Ersatz- und Ergänzungsmethoden.
- Förderung der Entwicklung neuer Ersatz- und Ergänzungsmethoden, besonders in den Bereichen, in denen belastende Tierversuche bisher noch durchgeführt werden müssen oder in denen wissenschaftliche Routine bisher den Blick für solche neuen Methoden verstellte.
- Förderung von Maßnahmen, die – wie die Anwendung von Ersatz- und Ergänzungsmethoden in der Ausbildung – zu einer breiteren Anwendung in der wissenschaftlichen Forschung beitragen.

Zu diesem Zweck werden finanzielle Mittel vergeben, mit denen entsprechende Forschungsprojekte, Lehrveranstaltungen, Kongresse und Publikationen unterstützt werden. Gegebenenfalls werden auch eigene Projekte initiiert.

## Beteiligte Organisationen
Der Stiftung gehören sowohl der Deutsche Tierschutzbund e.V. und der Bundesverband Tierschutz als auch der Verband der Chemischen Industrie (VCI), der Verband der forschenden Arzneimittelhersteller (VfA), der Industrieverband Agrar (IVA) und der Industrieverband Körperpflege und Waschmittel (IKW) an.

## Gremien der Stiftung
Alle oben genannten Gruppen sind im Stiftungsrat vertreten, so dass Tierschutz und Industrie über die gleiche Anzahl Stimmen verfügen und gemeinsam über die Vergabe der Mittel entscheiden.
Der Wissenschaftliche Beirat begutachtet die eingehenden Anträge und spricht Empfehlungen zur Mittelvergabe an den Stiftungsrat aus.
Im Kuratorium sind neben den Vertretern der Bundesministerien und der Länder sowie der großen Wissenschaftsorganisationen z. B. auch Kirche und Gewerkschaft vertreten. Das Kuratorium berät den Stiftungsrat hinsichtlich gesellschaftlich relevanter Themen.

## Entstehung und Finanzierung
Die Einschränkung von Tierversuchen als gemeinsames Anliegen führte dazu, dass auf Initiative des damaligen Bundesministeriums für Ernährung, Landwirtschaft und Forsten Tierschützer und Industrie in dieser Stiftung seit ihrer Gründung am 21. März 1986 zusammenarbeiten. Das Stiftungskapital wurde von den beteiligten Industrieverbänden zur Verfügung gestellt, von dort stammt auch der Großteil der laufenden Spenden. Weitere Spenden gehen von privater Seite ein.

## 3R-Forschung
Das Prinzip der „3R“ gilt international als Leitlinie, um Tierversuche bzw. das Leid der Versuchstiere zu vermeiden oder zu verringern:
1. Replacement: Ersatz von Tierversuchen durch tierversuchsfreie Verfahren
2. Reduction: Reduzierung der Zahl der notwendigen Tierversuche und der Menge der dafür eingesetzten Versuchstiere
3. Refinement: Verfeinerung und Verbesserung der Versuchsabläufe, so dass die Leiden der eingesetzten Versuchstiere gemindert werden und mehr sowie gezieltere Informationen aus Experimenten gewonnen werden

Diesem Konzept folgend bemühen sich Gesetzgeber, Industrie, Forschung und Tierschutz um die Entwicklung und Etablierung von Ersatz- und Ergänzungsmethoden im gesamten tierexperimentellen Spektrum. Die 3R-Forschung erstreckt sich vor allem auf drei Bereiche:
- Gebiete, in denen Tierversuche gesetzlich vorgeschrieben sind, also beispielsweise die Zulassung von Medikamenten und chemischen Stoffen oder die Routineprüfung von Impfstoffen
- Die Entwicklung tierversuchsfreier Methoden für die Grundlagenforschung
- Die Verwendung tierverbrauchsfreier Methoden in der Lehre